# Élections cantonales de 1925 en Ille-et-Vilaine
Les élections cantonales françaises de 1925 ont eu lieu les 19 et 26 juillet 1925.

## Assemblée départementale sortante
| Parti                                          | Sigle    | Élus |
| ---------------------------------------------- | -------- | ---- |
| Droite (25 sièges)                             |          |      |
| Conservateur                                   | Conserv. | 14   |
| Fédération républicaine                        | URD      | 9    |
| Parti démocrate populaire                      | PDP      | 2    |
| Gauche (18 sièges)                             |          |      |
| Républicain de Gauche                          | Rép.G    | 9    |
| Radical indépendant                            | Rad.ind  | 4    |
| Radical-socialiste                             | Rad-Soc  | 3    |
| Section française de l'Internationale ouvrière | SFIO     | 1    |
| Parti républicain-socialiste                   | Rép-Soc  | 1    |
| Président du conseil général                   |          |      |
| Alexandre Lefas (Républicain URD)              |          |      |

## Assemblée départementale élue
| Parti                                          | Sigle    | Élus  |
| ---------------------------------------------- | -------- | ----- |
| Droite (23 sièges)                             |          |       |
| Conservateur                                   | Conserv. | 12 ↓2 |
| Fédération républicaine                        | URD      | 9     |
| Parti démocrate populaire                      | PDP      | 2     |
| Gauche (20 sièges)                             |          |       |
| Républicain de Gauche                          | Rép.G    | 9     |
| Radical indépendant                            | Rad.ind  | 6 ↑ 2 |
| Radical-socialiste                             | Rad-Soc  | 3     |
| Section française de l'Internationale ouvrière | SFIO     | 1     |
| Parti républicain-socialiste                   | Rép-Soc  | 1     |
| Président du conseil général                   |          |       |
| Alexandre Lefas (Républicain URD)              |          |       |

## Résultats pour le conseil général

### Arrondissement de Rennes

#### Canton de Rennes-Nord-Est
Louis Deschamps (Radical indépendant) élu depuis 1907 démissionne début 1925. 
Armand Le Douarec (PDP) est élu lors de la qui a suivi le premier mars 1925.
|          | Armand Le Douarec * | PDP                | 2 378 | 58,66 |  |  |
|          | Charles Galesme     | Radical-socialiste | 1 667 | 41,12 |  |  |
|          |                     |                    |       |       |  |  |
| Inscrits | Inscrits            | Inscrits           | 6 809 |       |  |  |
| Votants  | Votants             | Votants            | 4 108 | 60,33 |  |  |
| Exprimés | Exprimés            | Exprimés           | 4 054 | 98,69 |  |  |

*sortant

#### Canton de Rennes-Sud-Est
|          | Eugène Quessot * | SFIO             | 1 200 | 32,77 |  |  |
|          | Th. David        | Action française | 951   | 23,29 |  |  |
|          |                  |                  |       |       |  |  |
| Inscrits | Inscrits         | Inscrits         | 7 919 |       |  |  |
| Votants  | Votants          | Votants          | 4 290 | 54,17 |  |  |
| Exprimés | Exprimés         | Exprimés         | 4 084 | 95,20 |  |  |

*sortant

#### Canton de Châteaugiron
Pierre Barbot (Républicain de gauche), élu depuis 1889, est mort en fin d'année 1921.
Francis Guérault (Républicain URD) est élu lors de la partielle qui a suivi le quinze janvier 1922.
|          | Francis Guérault * | Républicain URD | 1 268 | 79,65 |  |  |
|          |                    |                 |       |       |  |  |
| Inscrits | Inscrits           | Inscrits        | 2 316 |       |  |  |
| Votants  | Votants            | Votants         | 1 592 | 68,74 |  |  |
| Exprimés | Exprimés           | Exprimés        | 1 504 | 94,47 |  |  |

*sortant

#### Canton de Janzé
|          | André de Villoutreys * | Conservateur (ex Républicain URD) | 1 877 | 89,38 |  |  |
|          |                        |                                   |       |       |  |  |
| Inscrits | Inscrits               | Inscrits                          | 2 906 |       |  |  |
| Votants  | Votants                | Votants                           | 2 100 | 72,26 |  |  |
| Exprimés | Exprimés               | Exprimés                          | 1 911 | 91,00 |  |  |

*sortant

#### Canton de Mordelles
|          | Robert de Toulouse-Lautrec * | Conservateur | 1 248 | 95,05 |  |  |
|          |                              |              |       |       |  |  |
| Inscrits | Inscrits                     | Inscrits     | 1 755 |       |  |  |
| Votants  | Votants                      | Votants      | 1 313 | 74,82 |  |  |
| Exprimés | Exprimés                     | Exprimés     | 1 269 | 96,65 |  |  |

*sortant

### Arrondissement de Saint-Malo

#### Canton de Saint-Malo
|          | Alphonse Gasnier-Duparc * | Radical-socialiste | 1 626 | 58,57 |  |  |
|          | Émile Vincent             | Républicain URD    | 1 149 | 41,39 |  |  |
|          |                           |                    |       |       |  |  |
| Inscrits | Inscrits                  | Inscrits           | 4 560 |       |  |  |
| Votants  | Votants                   | Votants            | 2 797 | 61,34 |  |  |
| Exprimés | Exprimés                  | Exprimés           | 2 776 | 99,25 |  |  |

*sortant

#### Canton de Châteauneuf-d'Ille-et-Vilaine
|          | Pierre Lainé * | Radical indépendant (ex Républicain de gauche) | 1 524 | 94,48 |  |  |
|          |                |                                                |       |       |  |  |
| Inscrits | Inscrits       | Inscrits                                       | 2 672 |       |  |  |
| Votants  | Votants        | Votants                                        | 1 613 | 60,37 |  |  |
| Exprimés | Exprimés       | Exprimés                                       | 1 567 | 97,15 |  |  |

*sortant

#### Canton de Dinard
|          | Paul Crolard * | Républicain socialiste | 1 536 | 62,29 |  |  |
|          | Georges Dufour | Républicain URD        | 918   | 37,23 |  |  |
|          |                |                        |       |       |  |  |
| Inscrits | Inscrits       | Inscrits               | 4 335 |       |  |  |
| Votants  | Votants        | Votants                | 2 489 | 57,42 |  |  |
| Exprimés | Exprimés       | Exprimés               | 2 466 | 99,08 |  |  |

*sortant

#### Canton de Dol-de-Bretagne
Pierre Flaux (Républicain de gauche) élu depuis 1891 est mort en 1920.
Charles Stourm (Républicain URD) a été élu lors de la partielle qui a suivi le quatre juillet 1920.
|          | Charles Stourm * | Républicain URD | 1 956 | 81,74 |  |  |
|          | Georges Rénac    | SFIO            | 431   | 18,01 |  |  |
|          |                  |                 |       |       |  |  |
| Inscrits | Inscrits         | Inscrits        | 3 751 |       |  |  |
| Votants  | Votants          | Votants         | 2 426 | 64,68 |  |  |
| Exprimés | Exprimés         | Exprimés        | 2 393 | 98,64 |  |  |

*sortant

#### Canton de Tinténiac
Joseph Robert (Républicain de gauche) élu depuis 1919 ne se représente pas.
|          | Alphonse Simon     | Républicain de gauche (*) | 1 104 | 61,88 |  |  |
|          | Alphonse Delamotte | Conservateur              | 455   | 25,51 |  |  |
|          | L. Cumunal         | Radical-socialiste        | 205   | 11,49 |  |  |
|          |                    |                           |       |       |  |  |
| Inscrits | Inscrits           | Inscrits                  | 2 467 |       |  |  |
| Votants  | Votants            | Votants                   | 1 848 | 74,91 |  |  |
| Exprimés | Exprimés           | Exprimés                  | 1 784 | 96,54 |  |  |

*sortant

### Arrondissement de Fougères

#### Canton de Fougères-Nord
|          | Georges Le Pannetier de Roissay * | Conservateur | 2 220 | 90,91 |  |  |
|          |                                   |              |       |       |  |  |
| Inscrits | Inscrits                          | Inscrits     | 5 712 |       |  |  |
| Votants  | Votants                           | Votants      | 2 442 | 42,75 |  |  |
| Exprimés | Exprimés                          | Exprimés     | 2 266 | 92,79 |  |  |

*sortant

#### Canton d'Antrain
|          | Émile Ferron * | Radical-socialiste | 1 905 | 70,32 |  |  |
|          | Paul Robert    | Républicain URD    | 797   | 29,42 |  |  |
|          |                |                    |       |       |  |  |
| Inscrits | Inscrits       | Inscrits           | 3 492 |       |  |  |
| Votants  | Votants        | Votants            | 2 811 | 80,50 |  |  |
| Exprimés | Exprimés       | Exprimés           | 2 709 | 96,37 |  |  |

*sortant

#### Canton de Saint-Aubin-du-Cormier
Alexandre Lefas est président du Conseil Général depuis 1924.
|          | Alexandre Lefas * | Républicain URD | 1 446 | 85,31 |  |  |
|          |                   |                 |       |       |  |  |
| Inscrits | Inscrits          | Inscrits        | 2 268 |       |  |  |
| Votants  | Votants           | Votants         | 1 695 | 74,74 |  |  |
| Exprimés | Exprimés          | Exprimés        | 1 532 | 90,38 |  |  |

*sortant

### Arrondissement de Vitré

#### Canton de Vitré-Est
|          | Henri Le Templier * | Conservateur | 2 011 | 81,35 |  |  |
|          | Jean Defrance       | SFIO         | 461   | 18,65 |  |  |
|          |                     |              |       |       |  |  |
| Inscrits | Inscrits            | Inscrits     | 3 317 |       |  |  |
| Votants  | Votants             | Votants      | 2 547 | 76,79 |  |  |
| Exprimés | Exprimés            | Exprimés     | 2 472 | 97,06 |  |  |

*sortant

#### Canton d'Argentré-du-Plessis
|          | Charles de Sallier-Dupin * | Conservateur | 1 986 | 93,07 |  |  |
|          |                            |              |       |       |  |  |
| Inscrits | Inscrits                   | Inscrits     | 2 774 |       |  |  |
| Votants  | Votants                    | Votants      | 2 134 | 76,93 |  |  |
| Exprimés | Exprimés                   | Exprimés     | 2 018 | 94,56 |  |  |

*sortant

#### Canton de La Guerche-de-Bretagne
Fernand Després (Conservateur) élu depuis 1881 est mort en fin d'année 1922.
Émile Bonnelière (Conservateur) est élu lors de la partielle qui suit le vingt-et-un janvier 1923.
Joseph Bodard n'est pas candidat.
|          | Émile Bonnelière * | Conservateur | 2 151 | 88,26 |  |  |
|          | Louis Schutz       | SFIO         | 210   | 8,62  |  |  |
|          | Joseph Bodard      |              | 57    | 2,34  |  |  |
|          |                    |              |       |       |  |  |
| Inscrits | Inscrits           | Inscrits     | 3 277 |       |  |  |
| Votants  | Votants            | Votants      | 2 520 | 76,90 |  |  |
| Exprimés | Exprimés           | Exprimés     | 2 437 | 96,71 |  |  |

*sortant

### Arrondissement de Redon

#### Canton de Redon
|          | Paul Garnier * | Conservateur (ex Républicain URD) | 2 115 | 87,87 |  |  |
|          |                |                                   |       |       |  |  |
| Inscrits | Inscrits       | Inscrits                          | 4 203 |       |  |  |
| Votants  | Votants        | Votants                           | 2 407 | 57,27 |  |  |
| Exprimés | Exprimés       | Exprimés                          | 2 158 | 89,66 |  |  |

*sortant

#### Canton de Guichen
|          | Georges Jaigu                 | Radical indépendant | 1 574 | 50,27 |  |  |
|          | Maurice Huchet de Quénétain * | Conservateur        | 1 556 | 49,70 |  |  |
|          |                               |                     |       |       |  |  |
| Inscrits | Inscrits                      | Inscrits            | 3 665 |       |  |  |
| Votants  | Votants                       | Votants             | 3 168 | 86,44 |  |  |
| Exprimés | Exprimés                      | Exprimés            | 3 131 | 98,83 |  |  |

*sortant

#### Canton de Maure-de-Bretagne
|          | Maurice de Jacquelin * | Conservateur          | 1 101 | 52,73 |  |  |
|          | René de Penquer        | Républicain de gauche | 985   | 47,17 |  |  |
|          |                        |                       |       |       |  |  |
| Inscrits | Inscrits               | Inscrits              | 2 520 |       |  |  |
| Votants  | Votants                | Votants               | 2 111 | 83,77 |  |  |
| Exprimés | Exprimés               | Exprimés              | 2 088 | 98,91 |  |  |

*sortant

### Arrondissement de Montfort

#### Canton de Montfort-sur-Meu
|          | Émile Beauchef * | Républicain de gauche | 2 199 | 88,67 |  |  |
|          |                  |                       |       |       |  |  |
| Inscrits | Inscrits         | Inscrits              | 3 530 |       |  |  |
| Votants  | Votants          | Votants               | 2 480 | 70,26 |  |  |
| Exprimés | Exprimés         | Exprimés              | 2 263 | 91,25 |  |  |

*sortant

#### Canton de Montauban-de-Bretagne
Charles de Bothorel (Conservateur) élu depuis 1901 ne se représente pas.
|          | Joseph Carillet | Républicain URD | 1 506 | 88,67 |  |  |
|          |                 |                 |       |       |  |  |
| Inscrits | Inscrits        | Inscrits        | 2 194 |       |  |  |
| Votants  | Votants         | Votants         | 1 704 | 77,67 |  |  |
| Exprimés | Exprimés        | Exprimés        | 1 608 | 94,37 |  |  |

*sortant

#### Canton de Saint-Méen-le-Grand
|          | Jules de Tersannes              | Radical indépendant (ex Républicain de gauche) | 1 379 | 52,55 |  |  |
|          | Léonard Drouet de Montgermont * | Conservateur                                   | 1 244 | 47,41 |  |  |
|          |                                 |                                                |       |       |  |  |
| Inscrits | Inscrits                        | Inscrits                                       | 2 984 |       |  |  |
| Votants  | Votants                         | Votants                                        | 2 644 | 88,61 |  |  |
| Exprimés | Exprimés                        | Exprimés                                       | 2 624 | 99,24 |  |  |

*sortant

## Résultats pour les conseils d'arrondissements

### Arrondissement de Rennes

#### Canton de Rennes-Nord-Ouest
- Conseiller sortant : Jean-Baptiste Gautier (Républicain URD) élu depuis 1910.

|          | Jean-Baptiste Gautier * | Républicain URD    | 1 873 | 52,30 |  |  |  |
|          | Jean Tromeur            | Radical-socialiste | 1 700 | 47,47 |  |  |  |
|          |                         |                    |       |       |  |  |  |
| Inscrits | Inscrits                | Inscrits           | 6 566 |       |  |  |  |
| Votants  | Votants                 | Votants            | 3 618 | 55,10 |  |  |  |
| Exprimés | Exprimés                | Exprimés           | 3 581 | 98,98 |  |  |  |

*sortant

#### Canton de Rennes-Sud-Ouest
- Conseiller sortant : Léonce Bousquet (Radical), élu depuis 1900, qui ne se représente pas.

|          | Pierre Dubois  | Républicain URD | 1 691 | 52,16 |  |  |  |
|          | Charles Bougot | SFIO            | 1 542 | 47,56 |  |  |  |
|          |                |                 |       |       |  |  |  |
| Inscrits | Inscrits       | Inscrits        | 5 583 |       |  |  |  |
| Votants  | Votants        | Votants         | 3 308 | 59,25 |  |  |  |
| Exprimés | Exprimés       | Exprimés        | 3 242 | 98,01 |  |  |  |

*sortant

#### Canton de Hédé
- Conseiller sortant : Julien Sillard (Républicain URD), élu depuis 1919 qui ne se représente pas.

|          | François Legendre | Républicain socialiste | 1 322 | 91,24 |  |  |  |
|          |                   |                        |       |       |  |  |  |
| Inscrits | Inscrits          | Inscrits               | 2 465 |       |  |  |  |
| Votants  | Votants           | Votants                | 1 449 | 58,78 |  |  |  |
| Exprimés | Exprimés          | Exprimés               | 1 385 | 95,58 |  |  |  |

*sortant

#### Canton de Liffré
- Conseiller sortant : Louis Clément (Conservateur), élu depuis 1919, qui ne se représente pas.

|          | Victor Besneux | Républicain de gauche | 1 152 | 56,97 |  |  |  |
|          | Jean Boullé    | Conservateur          | 861   | 42,58 |  |  |  |
|          |                |                       |       |       |  |  |  |
| Inscrits | Inscrits       | Inscrits              | 2 489 |       |  |  |  |
| Votants  | Votants        | Votants               | 2 056 | 82,60 |  |  |  |
| Exprimés | Exprimés       | Exprimés              | 2 022 | 98,35 |  |  |  |

*sortant

#### Canton de Saint-Aubin-d'Aubigné
- Conseiller sortant : Toussaint Noury (Républicain URD), élu depuis 1919.

|          | Toussaint Noury * | Républicain URD | 2 237 | 90,28 |  |  |  |
|          |                   |                 |       |       |  |  |  |
| Inscrits | Inscrits          | Inscrits        | 3 793 |       |  |  |  |
| Votants  | Votants           | Votants         | 2 375 | 62,62 |  |  |  |
| Exprimés | Exprimés          | Exprimés        | 2 207 | 92,93 |  |  |  |

*sortant

### Arrondissement de Saint-Malo

#### Canton de Cancale
- Conseiller sortant : Pierre Cotarmanach (Radical), élu depuis 1919 qui ne se représente pas.

|          | Pierre Turmel | Républicain URD | 1 227 | 51,06 |  |  |  |
|          | Julien Maubon | Radical         | 1 174 | 48,86 |  |  |  |
|          |               |                 |       |       |  |  |  |
| Inscrits | Inscrits      | Inscrits        | 4 115 |       |  |  |  |
| Votants  | Votants       | Votants         | 2 430 | 59,05 |  |  |  |
| Exprimés | Exprimés      | Exprimés        | 2 403 | 98,89 |  |  |  |

*sortant

#### Canton de Combourg
- Conseiller sortant : Jules Corvaisier (Républicain de gauche), élu depuis 1919.

|           | Jules Corvaisier * | Républicain de gauche | 1 887 | 85,04 |  |  |  |
|           |                    |                       |       |       |  |  |  |
| Inscrits  | Inscrits           | Inscrits              | 3 789 |       |  |  |  |
| Votants   | Votants            | Votants               | 2 219 | 58,56 |  |  |  |
| Exprimés  | Exprimés           | Exprimés              | 1 962 | 88,42 |  |  |  |
| * Sortant |                    |                       |       |       |  |  |  |

#### Canton de Pleine-Fougères
- Conseiller sortant : Louis Guyon (Radical), élu depuis 1907.

|          | Louis Guyon * | Radical  | 1 748 | 93,23 |  |  |  |
|          |               |          |       |       |  |  |  |
| Inscrits | Inscrits      | Inscrits | 3 267 |       |  |  |  |
| Votants  | Votants       | Votants  | 1 875 | 57,39 |  |  |  |
| Exprimés | Exprimés      | Exprimés | 1 772 | 94,51 |  |  |  |

*sortant

#### Canton de Saint-Servan
- Conseiller sortant : Jules Haize (Républicain URD), élu depuis 1924.

- Théodule Lesage (Républicain URD) est décédé le 28 juillet 1924. Lors de la partielle organisée le 31 aout pour le remplacer, Jules Haize (Républicain URD) est élu.

| Candidats | Candidats     | Étiquette             | Premier tour | Premier tour | Ballotage | Ballotage |  |
| Candidats | Candidats     | Étiquette             | Voix         | %            | Voix      | %         |  |
| --------- | ------------- | --------------------- | ------------ | ------------ | --------- | --------- |  |
|           | Jules Haize * | Républicain URD       | 1 016        | 47,54        | 1 187     | 58,27     |  |
|           | Adolphe Rendu | Républicain de gauche | 745          | 34,86        | 848       | 41,63     |  |
|           | Paul Michel   | Conservateur          | 374          | 17,50        |           |           |  |
|           |               |                       |              |              |           |           |  |
| Inscrits  | Inscrits      | Inscrits              | 3 345        |              | 3 345     |           |  |
| Votants   | Votants       | Votants               | 2 182        | 65,23        | 2 062     | 61,64     |  |
| Exprimés  | Exprimés      | Exprimés              | 2 137        | 97,94        | 2 037     | 98,79     |  |

*sortant

### Arrondissement de Fougères
- Il doit y avoir au moins neuf conseillers par arrondissement, celui de Fougères ne comptant que six cantons, trois sièges sont ajoutés aux cantons les plus peuplés.

#### Canton de Fougères-Sud
- Conseiller sortant : Paul Denis (Conservateur) et Joseph Le Pays du Teilleul (Conservateur) élu depuis 1919.

|          | Paul Denis *                 | Républicain ERD | 1 724 | 88,87 |  |  |  |
|          | Joseph Le Pays du Teilleul * | Conservateur    | 1 677 | 86,44 |  |  |  |
|          |                              |                 |       |       |  |  |  |
| Inscrits | Inscrits                     | Inscrits        | 3 952 |       |  |  |  |
| Votants  | Votants                      | Votants         | 1 940 | 49,09 |  |  |  |
| Exprimés | Exprimés                     | Exprimés        | 1 789 | 92,22 |  |  |  |

*sortant

#### Canton de Louvigné-du-Désert
- Conseiller sortant : Édouard Lucas (Républicain ERD), élu depuis 1919.

- Amand Hamel n'est pas candidat.

|          | Édouard Lucas * | Républicain ERD | 1 814 | 92,50 |  |  |  |
|          |                 |                 |       |       |  |  |  |
| Inscrits | Inscrits        | Inscrits        | 2 837 |       |  |  |  |
| Votants  | Votants         | Votants         | 1 961 | 69,12 |  |  |  |
| Exprimés | Exprimés        | Exprimés        | 1 860 | 94,85 |  |  |  |

*sortant

#### Canton de Saint-Brice-en-Coglès
- Conseiller sortant : Julien Loyzance (Radical-socialiste), élu depuis 1922.

- Alphonse Dauguet (Républicain ERD) élu depuis 1919 est élu conseiller général en mai 1922. Lors de la partielle du 6 aout, Julien Loyzance (Radical) est élu.

|          | Julien Loyzance * | Radical-socialiste | 1 852 | 75,01 |  |  |  |
|          |                   |                    |       |       |  |  |  |
| Inscrits | Inscrits          | Inscrits           | 3 369 |       |  |  |  |
| Votants  | Votants           | Votants            | 2 469 | 73,29 |  |  |  |
| Exprimés | Exprimés          | Exprimés           | 2 045 | 82,83 |  |  |  |

*sortant

### Arrondissement de Vitré
- Il doit y avoir au moins neuf conseillers par arrondissement, celui de Vitré ne comptant que six cantons, trois sièges sont ajoutés aux cantons les plus peuplés.

#### Canton de Vitré-Ouest
- Conseiller sortant : Pierre Saudrais (Républicain de gauche), élu depuis 1919, qui ne se représente pas.

|          | Pierre Poupard  | Conservateur | 1 525 | 65,62 |  |  |  |
|          | Auguste Cormier | Radical      | 799   | 34,38 |  |  |  |
|          |                 |              |       |       |  |  |  |
| Inscrits | Inscrits        | Inscrits     | 3 106 |       |  |  |  |
| Votants  | Votants         | Votants      | 2 362 | 76,05 |  |  |  |
| Exprimés | Exprimés        | Exprimés     | 2 324 | 98,39 |  |  |  |

*sortant

#### Canton de Châteaubourg
- Conseiller sortant : François Rubin (de Domagné) (Conservateur), élu depuis 1913.

|          | François Rubin * | Conservateur | 1 184 | 86,36 |  |  |  |
|          |                  |              |       |       |  |  |  |
| Inscrits | Inscrits         | Inscrits     | 1 672 |       |  |  |  |
| Votants  | Votants          | Votants      | 1 371 | 82,00 |  |  |  |
| Exprimés | Exprimés         | Exprimés     | 1 258 | 91,76 |  |  |  |

*sortant

#### Canton de Retiers
- Conseillers sortants : Évariste Lasne (Radical indépendant) élu depuis 1910 et Félix Brochet (Républicain de gauche), élu depuis 1913.

|          | Félix Brochet *  | Républicain de gauche | 2 223 | 91,56 |  |  |  |
|          | Évariste Lasne * | Radical               | 2 101 | 86,53 |  |  |  |
|          |                  |                       |       |       |  |  |  |
| Inscrits | Inscrits         | Inscrits              | 3 556 |       |  |  |  |
| Votants  | Votants          | Votants               | 2 428 | 68,28 |  |  |  |
| Exprimés | Exprimés         | Exprimés              | 2 358 | 97,12 |  |  |  |

*sortant

### Arrondissement de Redon
- Il doit y avoir au moins neuf conseillers par arrondissement, celui de Redon ne comptant que sept cantons, deux sièges sont ajoutés à chacun des cantons les plus peuplés.

#### Canton de Bain-de-Bretagne
- Conseillers sortants : Jean Perrin (Républicain de gauche), élu depuis 1919 et Jules Jouin (Républicain de gauche), élu depuis 1907.

|          | Jules Jouin * | Républicain de gauche | 1 617 | 85,11 |  |  |  |
|          | Jean Perrin * | Républicain de gauche | 1 588 | 83,58 |  |  |  |
|          |               |                       |       |       |  |  |  |
| Inscrits | Inscrits      | Inscrits              | 4 276 |       |  |  |  |
| Votants  | Votants       | Votants               | 1 900 | 44,43 |  |  |  |
| Exprimés | Exprimés      | Exprimés              | 1 736 | 91,37 |  |  |  |

*sortant

#### Canton de Grand-Fougeray
- Conseiller sortant : Henri de Gouyon (Conservateur), élu depuis 1913.

- Guibert n'est pas candidat.

|          | Henri de Gouyon * | Conservateur | 889   | 79,09 |  |  |  |
|          | Mr Guibert        |              | 109   | 10,78 |  |  |  |
|          |                   |              |       |       |  |  |  |
| Inscrits | Inscrits          | Inscrits     | 1 907 |       |  |  |  |
| Votants  | Votants           | Votants      | 1 124 | 58,94 |  |  |  |
| Exprimés | Exprimés          | Exprimés     | 1 011 | 89,95 |  |  |  |

*sortant

#### Canton de Pipriac
- Conseiller sortant : Lionel Albert du Bouéxic de la Driennays (Conservateur), élu depuis 1901, qui ne se représente pas.

- Jean du Bouéxic de la Driennays est son fils.

|          | Jean du Bouéxic de la Driennays | Conservateur          | 1 918 | 64,47 |  |  |  |
|          | Auguste Thomas                  | Républicain de gauche | 1 054 | 35,43 |  |  |  |
|          |                                 |                       |       |       |  |  |  |
| Inscrits | Inscrits                        | Inscrits              | 4 157 |       |  |  |  |
| Votants  | Votants                         | Votants               | 3 020 | 72,65 |  |  |  |
| Exprimés | Exprimés                        | Exprimés              | 2 975 | 98,51 |  |  |  |

*sortant

#### Canton du Sel-de-Bretagne
- Conseiller sortant : Pierre Pilard (Républicain de gauche), élu depuis 1919.

|          | Pierre Pilard * | Républicain de gauche | 696   | 64,21 |  |  |  |
|          | Théophile Hurel | Radical               | 381   | 35,15 |  |  |  |
|          |                 |                       |       |       |  |  |  |
| Inscrits | Inscrits        | Inscrits              | 1 506 |       |  |  |  |
| Votants  | Votants         | Votants               | 1 116 | 74,10 |  |  |  |
| Exprimés | Exprimés        | Exprimés              | 1 084 | 97,13 |  |  |  |

*sortant

### Arrondissement de Montfort
- Il doit y avoir au moins neuf conseillers par arrondissement, celui de Montfort ne comptant que cinq cantons, quatre sièges sont ajoutés aux quatre cantons les plus peuplés.

#### Canton de Bécherel
- Conseillers sortants : François Massot (Républicain de gauche), élu depuis 1910, qui ne se représente pas et Xavier Jehanin (Radical), élu depuis 1921.

- Jules Besnard (Républicain de gauche) élu depuis 1919 est décédé en avril 1921. Lors de la partielle du 24 mai Xavier Jehanin (Républicain de gauche) est élu.

|          | Aristide Cutté   | Radical  | 1 514 | 83,60 |  |  |  |
|          | Xavier Jehanin * | Radical  | 1 471 | 81,23 |  |  |  |
|          |                  |          |       |       |  |  |  |
| Inscrits | Inscrits         | Inscrits | 2 345 |       |  |  |  |
| Votants  | Votants          | Votants  | 1 811 | 77,23 |  |  |  |
| Exprimés | Exprimés         | Exprimés | 1 663 | 91,83 |  |  |  |

*sortant

#### Canton de Plélan-le-Grand
- Conseillers sortants : Louis Oberthür (Conservateur), élu depuis 1910 et Emmanuel Pinson (Action libérale), élu depuis 1904 qui ne se représentent pas.

|          | Marcel Sicard  | Républicain de gauche | 2 088 | 88,81 |  |  |  |
|          | Albert Desbois | Républicain de gauche | 1 996 | 84,90 |  |  |  |
|          |                |                       |       |       |  |  |  |
| Inscrits | Inscrits       | Inscrits              | 3 499 |       |  |  |  |
| Votants  | Votants        | Votants               | 2 351 | 67,19 |  |  |  |
| Exprimés | Exprimés       | Exprimés              | 2 282 | 97,07 |  |  |  |

*sortant